# جون لوسون ستودارد
جون لوسون ستودارد (بالإنجليزية: John Lawson Stoddard)‏ هو مستكشف وكاتب أمريكي، ولد في 24 أبريل 1850 في بروكلين في الولايات المتحدة، وتوفي في 5 يونيو 1931 في ميرانو في إيطاليا.